# 시민
시민(市民, 영어: citizen)은 도시 지역 및 국가 구성원으로서 정치적인 권리를 갖고 있는 주체를 말하거나 민주주의 사회의 백성을 뜻하는 용어이다. 이 시민으로서 행사할 수 있는 권리를 시민권(市民權, 영어: citizenship)이라고 한다. 시민권은 공직에 대한 선거권, 피선거권을 통해 정치에 참여하는 지위, 자격, 공무원으로 임용되는 권리 등의 총칭으로, 시민적 자유권에 해당한다. 일반적으로 어떤 국가의 시민권을 가지고 있다 함은 그 나라 국적을 가지고 있다는 것과 같은 의미로 사용된다.

## 기원
정치 집단고대 그리스에서 도시국가의 주권(참정권)을 가진 계급을 지칭한 것이었으나, 본격적으로 쓰이기 시작한 것은 봉건주의 정치 경제 체제가 시작되는 과정에서 과도적으로 등장한 절대군주제와 함께 등장한 사회계급을 일컫는다.

## 역사

### 고대 그리스
아테네 민주주의에서 처음 등장하였던 시민의 세 가지 개념은 공간적 시민, 경제적 시민, 정치적 시민으로 구분할 수 있으며, 이는 현대의 시민 개념으로도 이어진다. 공간적인 개념은 시민의 형성 및 활동 공간으로서 도시의 거주민이고, 경제적 시민은 도시국가라는 공동체 내애서 재산과 교양을 갖춘 사람이라는 개념이며, 정치적 시민은 공동체의 결정에 적극적으로 참여하는 능동적 존재라는 개념이다.

### 계몽 사회
봉건 귀족이 점차 쇠퇴해가는 과정에서 새롭게 등장한 시민들은 농업과 상업의 연이은 발전에 의해 부를 축적해 가고 있었으나, 정치 권력의 면에서 여전히 소외되어 있었다. 더군다나 산업 혁명과 같은 대공업의 급속한 발전에 의해 점차 도시를 중심으로 하여 그 규모도 괄목할 만하게 성장함에 따라, 그 부에 상당하는 정치에의 참여를 요구하면서 시민 혁명을 일으키기도 했다. 일반적으로 이들을 유산 계급이라고 칭하였으며 부르주아지(Bourgeoisie)라고 부른다. 이들은 구체제(앙시앵 레짐 Ancient Regime)의 지배계급들에 대항하여 혁명적 성향을 가진 것으로 평가하며, 이념적으로는 '자유주의'로 무장하였었는데, 이는 이들이 자본주의 성장과 함께 필연적으로 구체제의 억압으로부터 자유로워져야 했기 때문이었다.
한편 시민 계급은 자본주의의 성장으로 나타난 유산자계급을 일컫는 말로 자본가라고도 불렸는데 그 재산이 구래의 전통적인 봉토나 세습적인 신분에 의해 만들어진 것이 아니라, 자본주의 시장에서의 산업활동에 의한 축적에 의한 것이기 때문이었다. 이들은 또한 자신이 축적한 재산의 성격에 따라 다양한 층으로 구성되어 있었다.
일반적으로 널리 알려진 시민 혁명은 바로 이들 시민 계급에 의해 주도되었으며, 대표적으로 영국의 명예 혁명, 프랑스의 프랑스 혁명, 미국의 독립전쟁 등이 있다. 하지만 이들 시민 혁명은 시민들의 등장과 함께 동시에 나타난 이른바 무산자 계급과도 함께 진행된 것이었다.

## 현대적 의미
오늘날 시민은 역사적 배경과는 다르게 국민 국가의 구성원을 포괄적으로 일컫는 말로 국민과 동의어로도 쓰인다. 최근에는 지구화 추세와 충돌하며 그러한 국가시민으로서의 개념이 세계시민으로 진화하는 문제가 대두되었다.

## 같이 보기
- 시티즌
- 국민
- 인민

## 참고 문헌
- 정상호, 시민의 탄생과 진화, 한림대학교 출판부, ISBN 978-89-6402-030-2